# Prepona philetas
Prepona philetas är en fjärilsart som beskrevs av Hans Fruhstorfer 1904. Prepona philetas ingår i släktet Prepona och familjen praktfjärilar. Inga underarter finns listade i Catalogue of Life.